# Anthony Coldeway
Anthony W. Coldeway (1 de agosto de 1887 — 29 de janeiro de 1963) foi um roteirista norte-americano, que teve uma extensa carreira de 1910 a 1954.